# Санников, Юлий
Юлий Санников (англ. Yuliy Sannikov; родился 3 ноября 1978 года) — американский экономист украинского происхождения, профессор Принстонского университета, лауреат премии Фишера Блэка (2015) и медали Дж. Б. Кларка (2016). Занимается исследованиями в области математической экономики, теории игр и корпоративных финансов. Разработал новые методы для анализа непрерывных во времени динамических игр, используя методы стохастического исчисления.

## Биография
Юлий Санников родился 3 ноября 1978 года. В 1994 году с отличием окончил Севастопольскую художественную школу. Трижды выигрывал золотую медаль на Международной математической олимпиаде в 1994—1996 годах . В 2000 году получил в Принстонском университете диплом бакалавра по математике с отличием (c дополнительной степенью по прикладной математике), а в 2004 году — степень доктора философии в области бизнес-администрирования в Стэнфордской высшей школе бизнеса.
Осенью 2003 года преподавал на экономическом факультете в Стэнфорде. В 2004—2008 годах работал ассистентом-профессором экономического факультета Калифорнийского университета в Беркли, в 2006—2008 годах также был ассистентом-профессором финансового факультета Нью-Йоркского университета. Осенью 2007 года был приглашённым доцентом на экономическом факультете Массачусетского технологического института. В 2008—2016 годах — профессор Принстонского университета. Осенью 2011 и весной 2014 года был приглашённым профессором экономики в Гарварде. С 2016 года — профессор Стэнфордского университета.

## Вклад в макроэкономику
Юлий Санников и Маркус Бруннермайер разработали экономическую модель, которая исследует, приводят ли длительные периоды относительной экономической стабильности к чрезмерному принятию рисков и финансовым дисбалансам, которые вредят экономике. Они занимались анализом количественного смягчения, а также пришли к выводу, что монетарная политика может быть одним из элементов системы социального страхования. Согласно Санникову, соотношение долга к ВВП является индикатором близости экономики к рецессии: рецессиям, как правило, предшествуют периоды различных дисбалансов, растущих цен на активы и увеличения кредитования.